# Charlot garde-malade
Pour plus de détails, voir Fiche technique et Distribution.
Charlot garde-malade (His New Profession) est une comédie burlesque américaine de et avec Charlie Chaplin, sortie le 31 août 1914.

## Synopsis
Un jeune homme, embauche Charlot pour s'occuper de son oncle handicapé afin de pouvoir passer du temps avec sa fiancée. Mais Charlot n'a pas d'argent et souhaite aller au bar. Il pose donc sur l'oncle un panneau « Aidez un paralysé » volé à un mendiant, chipe l'argent récolté et se rend au bar. De retour du bar, Charlot est encore plus négligent avec l'oncle, et commence à flirter avec la fiancée du neveu.
Une bagarre générale éclate alors, dans laquelle l'oncle manque par deux fois de tomber à la mer, et où Charlie règle ses comptes avec le neveu, deux policiers, la jeune fille et le mendiant.

## Fiche technique
- Titre : Charlot garde-malade
- Titre original : His New Profession
- Autre titre : The Good-for-Nothing[1]
- Réalisation : Charlie Chaplin
- Scénario : Charlie Chaplin
- Photographie : Frank D. Williams
- Producteur : Mack Sennett
- Studio de production : The Keystone Film Company
- Distribution : Mutual Film Corporation
- Pays : États-Unis
- Format : Noir et blanc - 1,37:1 - Format 35 mm
- Langue : film muet intertitres anglais

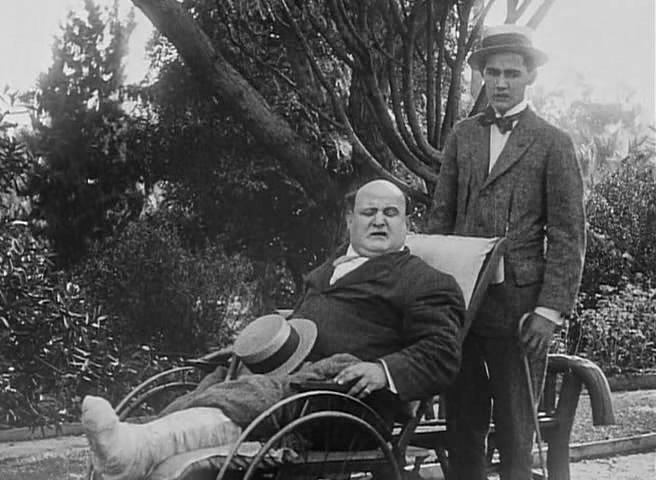
Jess Dandy et Charley Chase

- Genre : Comédie
- Durée : une bobine
- Date de sortie : 
  - États-Unis : 31 août 1914

## Distribution
Source principale de la distribution :
- Charlie Chaplin : Charlot
- Jess Dandy : l'oncle invalide
- Charley Chase : Le neveu
- Cecile Arnold : la fille aux œufs
- Harry McCoy : un policier
- Roscoe Arbuckle : le barman fumant le cigare
- Dan Albert : un client du bar
- Helen Carruthers : la petite amie du neveu (non créditée)
- Glen Cavender : un buveur au bar (non crédité)
- Minta Durfee : la femme (non créditée)
- Vivian Edwards : l'infirmière (non créditée)
- William Hauber : le policier en train de fumer (non crédité)
- Charles Murray : un client au bar (non crédité)